# Vicia faba
La fava (Vicia faba L., 1753) è una pianta della famiglia delle Leguminose o Fabaceae.

## Descrizione

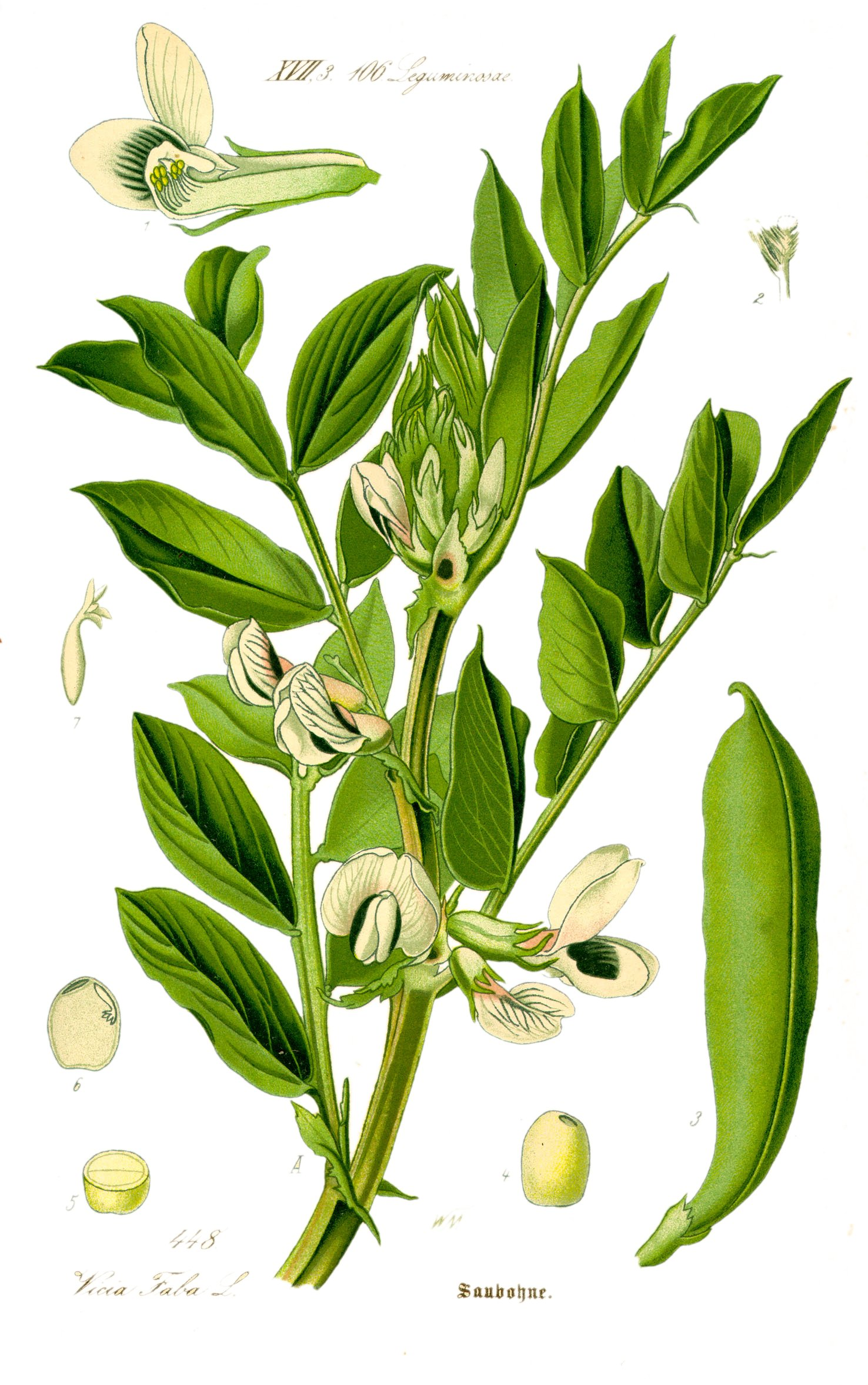

Possiede un apparato radicale fittonante, con numerose ramificazioni laterali di struttura reniforme (tubercoli radicali) nei primi 20 cm che ospitano specifici batteri azotofissatori (Rhizobium leguminosarum).
Il fusto ha sezione quadrangolare, cavo, ramificato alla base, con accrescimento indeterminato, alto da 70 a 140 cm.
Le foglie, stipolate, glauche, pennato-composte, sono costituite da 2-6 foglioline ellittiche.
I fiori sono raccolti in brevi racemi che si sviluppano all'ascella delle foglie a partire dal 7º nodo. Ogni racemo porta 1-6 fiori pentameri, con vessillo ondulato, di colore bianco striato di nero e ali bianco o violacee con macchia nera. La fecondazione è autogama.
Il frutto è un legume allungato, cilindrico o appiattito, terminante a punta, eretto o pendulo, glabro o pubescente che contiene da 2 a 10 semi con ilo evidente, inizialmente verdi e di colore più scuro (dal nocciola al bruno) a maturità.

## Varietà

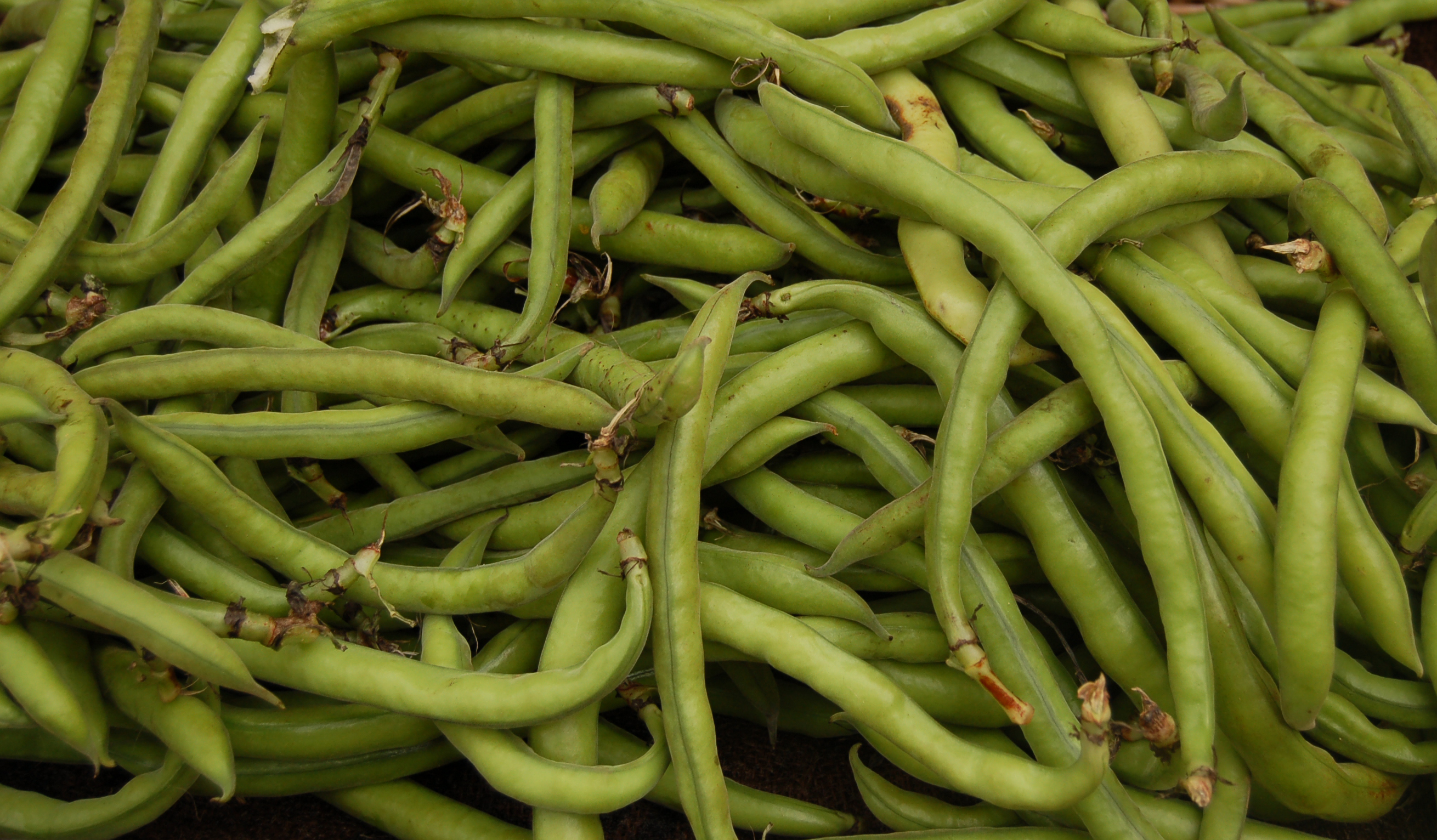
Fave da consumare fresche

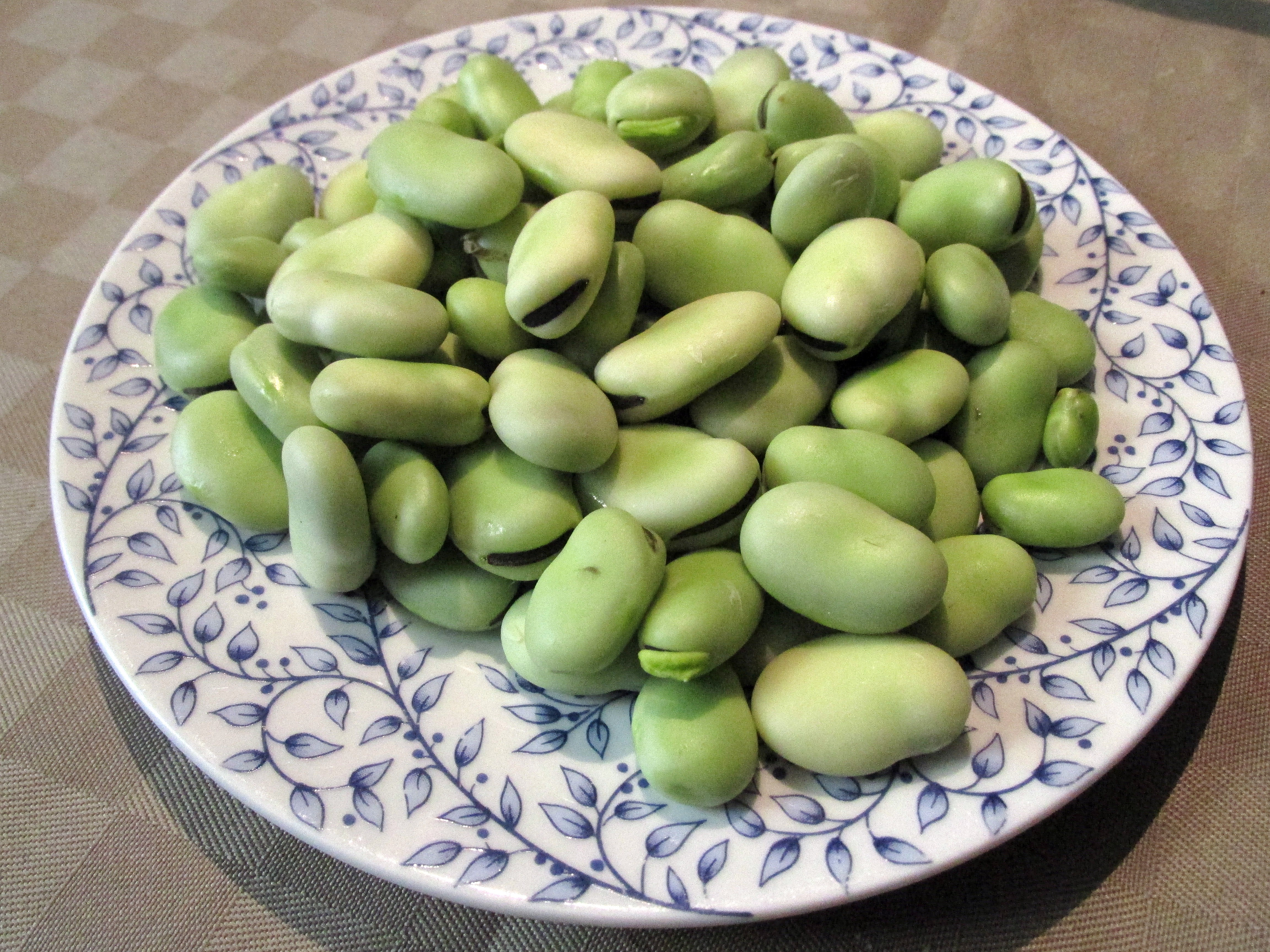
Fave - Vicia faba

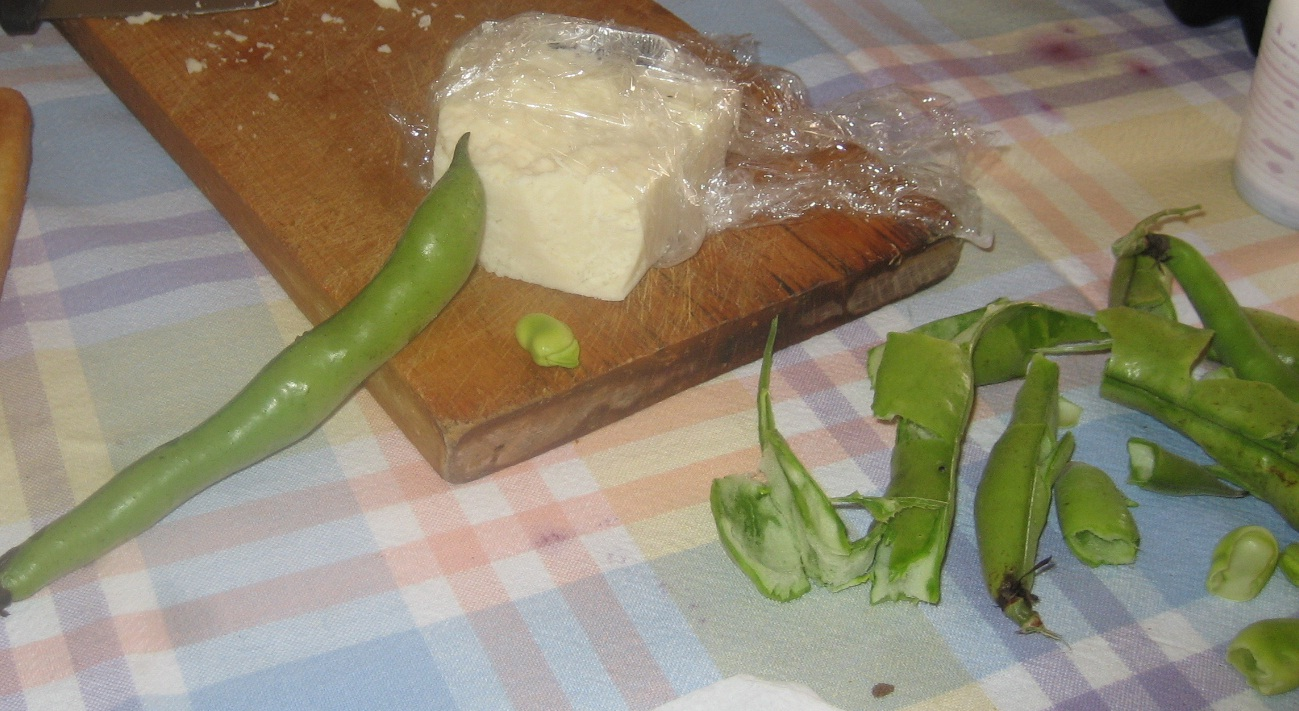
Pecorino romano e fave

In relazione alla grandezza del seme, in Vicia faba L. vengono distinte quattro varietà botaniche:
- Vicia faba var. paugyuga con semi molto piccoli, di origine indiana, non è coltivata
- Vicia faba var. minor Beck, detta comunemente "favino", con peso dei 1000 semi inferiore a 700 grammi e baccello clavato e corto; è utilizzata come foraggio o sovescio;
- Vicia faba var. equina Pers., detta comunemente "favetta", con peso dei 1000 semi compreso tra 700 e 1000 grammi e baccello clavato e allungato; è utilizzata come foraggera;
- Vicia faba var. major Harz. con semi grossi, il peso dei 1000 semi è superiore a 1000 grammi, il baccello è lungo 15–25 cm ed è pendulo e di forma appiattita che contiene 5-10 semi. Appartengono a questa varietà le cultivar da consumo fresco.

## Coltivazione
Secondo un'antica tradizione agraria, nell'orto sarebbe bene seminare alcune fave all'interno delle altre colture poiché questo legume, oltre ad arricchire il terreno di azoto, attirerebbe su di sé tutti i parassiti, che di conseguenza non infesterebbero gli altri ortaggi.
La fava viene avvicendata come coltura miglioratrice tra due frumenti.
Il terreno viene preparato in estate, poi affinato e concimato:
la semina si fa a righe o a buchette, in modo da avere 8-10 piante/m2.
Essendo una pianta che teme il caldo, nelle zone climatiche temperate calde la semina delle fave va effettuata in autunno o all'inizio dell'inverno, con raccolti a partire da circa 180 giorni dopo. Per le zone molto fredde è meglio seminare in primavera.
Il fosfato di ammonio è il principale concime chimico utilizzato per la produzione di fave.

## Usi
Le fave sono solitamente mangiate crude dopo averle estratte dal baccello, a volte accompagnate da formaggi stagionati: tipico è l'abbinamento a Roma e nel Lazio tra fave e pecorino romano.
Le fave possono anche essere utilizzate da cotte in svariate ricette, come la minestra di pasta e fave, la zuppa Vignarola  con fave, piselli e carciofi (tipica del Lazio) e molte altre. Anche le bucce del baccello possono essere mangiate, previa cottura, fatto questo avvenuto spesso nei secoli scorsi quando il cibo scarseggiava e nulla andava buttato.

## Avversità
Tra gli insetti che attaccano la fava il più importante è l'afide nero della fava (Aphis fabae). Tra le avversità da funghi vi sono la muffa grigia della fava (Botrytis fabae), la ruggine della fava (Uromyces fabae) e l'antracnosi della fava (Ascochyta fabae).

## Riferimenti nella cultura

### Filosofia
È celeberrima l'idiosincrasia di Pitagora e della sua Scuola per le fave: non solo si guardavano bene dal mangiarne, ma evitavano accuratamente ogni tipo di contatto con questa pianta. Secondo la leggenda, Pitagora stesso, in fuga dagli scherani di Cilone, preferì farsi raggiungere ed uccidere piuttosto che mettersi in salvo attraverso un campo di fave.